# 希拉·英格拉姆
希拉·英格拉姆（英語：Sheila Ingram，1957年3月23日—2020年9月1日），美国女子田径运动员，主攻短跑。她曾代表美国参加1976年夏季奥林匹克运动会田径比赛，获得女子4×400米接力银牌。